# 太鲁阁胡颓子
太鲁阁胡颓子（学名：Elaeagnus tarokoensis）为胡颓子科胡颓子属下的一个种。其种加词“tarokoensis”意为“台湾省花莲县太鲁阁的”。